# Оита Банк Доум
«О́ита Банк До́ум» — многоцелевой стадион в городе Оита в префектуре Оита на острове Кюсю в Японии.
Стадион сейчас носит название Ōita Bank Dome (яп. 大分銀行ドーム о:ита гинко: до:му), или Daigin Dome (яп. 大銀ドーム дайгин до:му). Он также назывался «Кюсю Ойл Доум» Kyushu Oil Dome (яп. 九州石油ドーム кю:сю: сэкию до:му) пока его финансировала компания Kyushu Oil Co. до начала 2010 года. Главным образом стадион используется в футбольных целях, являясь домашней ареной для клуба J. League Оиты Триниты. Стадион был построен по проекту архитектора Кисё Курокава, который осуществила компания KT Group, Takenaka Corporation.

## История
Стадион «Оита» открылся в мае 2001 года и первоначально вмещал 43 000 зрителей.
Стадион принял у себя 3 матча в рамках Чемпионата мира по футболу 2002;
Матчи групповой стадии:
- 10 июня: Тунис 1 — 1 Бельгия
- 13 июня: Мексика 1 — 1 Италия

1/8 финала
- 16 июня: Швеция 1 — 2 Сенегал (доп. вр.)

## Особенности
Стадион обладает выдвижной куполообразной крышей.
Другие особенности стадиона:
- Площадь сооружения: 51 830 м²
- Общая площадь: 92 882 м²
- Крытая площадь: 29 000 м²